# Psammoecus antennatus
Psammoecus antennatus is een keversoort uit de familie spitshalskevers (Silvanidae). De wetenschappelijke naam van de soort werd in 1876 als Telephanus antennatus gepubliceerd door Charles Owen Waterhouse.